# RTV Bor
Radio televizija Bor je regionalna radio televizija sa centrom u Boru. Program radija Bor se emituje od 30. decembra 1969. godine, a program televizije od 10. maja 1993. godine. Radio i televizija posluju u okviru Javnog preduzeća "Štampa radio i film", a osim izrade programa radija i televizije preduzeće se bavi izradom filmova i drugih produkcijskih sadržaja, a od 2013. godine izdaje i bilten "Oko istoka" sa najvažnijim vestima i informacijama iz regiona.

## Istorija
Radio televizija Bor, u medijskom prostoru Timočke krajine i Srbije, već više od 40 godina je hroničar i svedok vremena. Naslednik je višedecenijske novinarske tradicije u Boru. Prvi broj lista "Kolektiv", najstarijeg fabričkog glasila u Srbiji, pojavio se 1. novembra 1947. godine.
U sklopu matičnog preduzeća je Radio Bor koji je počeo da emituje program 30. decembra 1969, a Televizija Bor 6. maja 1993. godine. Sva tri glasila, kao i list "Borske novosti", "Bakar film" i časopis "Bakar", bila su u sastavu informativne kuće "Štampa, radio i film".

## Urednici programa
- Danijela Novović, glavna i odgovorna urednica
- Bojan Obradović, urednik Informativnog programa
- Marija Dimitrijević, urednica redakcije dopisništva

## Program televizije
Koncept programa Televizije Bor je takav da se akcenat stavlja na Informativni program. Svakodnevne informacije iz istočne Srbije i cele države plasiraju se u dvadesetčetvoročasovnom progamu u 5 izdanja emisije Vesti, 2 izdanja Dnevnika i jednim izdanjom emisije Danas koja sagledava protekli dan u regionu. Osim Informativnih emisija svakog dana na programu je i Budilica, jutarnji program i radnim danima Oko istoka, regionalni dnevno-informativni program. Televizija Bor osim Informativnog programa emituje i četrdesetak autorskih emisija.

## Lica TV Bor
- Bojan Obradović, prezenter Dnevnika
- Danijela Novović, prezenterka Dnevnika
- Slavica Tomić, prezenterka Dnevnika
- Marija Dimitrijević, prezenterka Oka istoka
- Branislava Ilić, prezenterka Budilice

## Novinari TV Bor
- Ljiljana Đorđević
- Dejan Đorđević

## Informativni program
- Dnevnik (svakog dana u 16.00 i 19.00)
- Danas, pregled dana (svakog radnog dana u 22.00)
- Vesti (svakog radnog dana u 00.00, 7.30, 8.30, 12.00, 14.00 i vikendom u 00.00, 8.30, 9.30, 12.00, 22.00)
- Vesti na znakovnom jeziku (nedelja u 14.00)
- Vesti na vlaškom jeziku (svakog radnog dana u 19.20 i 22.20)
- Vesti na rumunskom jeziku (svakog radnog dana u 17.30 i 22.30)
- Vesti na romskom jeziku (subotom u 16.20)
- Budilica, jutarnji program (svakog radnog dana u 7.00, vikendom u 8.00)
- Oko istoka (svakog radnog dana u 17.40)
- Info 7 (nedeljom u 19.25)

Cilj uredničkog kolegijuma Televizije Bor je objektivno i pravovremeno informisanje građana o svim aktuelnim temama u regionu. U toku dana na programu TV Bor emituju se 5 izdanja Vesti u trajanju od 4-8 minuta (00:00, 07:30, 08:30, 12:00, 14:00). Centralna informativna emisija je Dnevnik koji je na programu svakog dana od 16 i 19 časova u trajanju od 20-30 minuta. Radnim danima se emituje i emisija Danas koja sagledava protekli dan u regionu (22:00, 03:00(r)).

## Jutarnji program
Budilica Televizije Bor na programu je svakog radnog dana od 7 do 9 sati i vikendom od 8 do 10 sati. Uz najvažnije vesti iz regiona i interesantne goste uvodi građane u novi dan. Po potrebi se uživo u program uključuju i dopisnici Televizije Bor iz Negotina, Majdanpeka i Zaječara sa informacijama iz pomenutih gradova. Uz izdanja emisije Vesti gledaoci su u prilici da čuju najnovije vesti i na jezicima nacionalnih manjina: rumunskom i vlaškom jeziku. 

## Oko istoka
Emisija Oko istoka se emituje radnim danima od 17:35. Gledaoci su u prilici da čuju najnovije i najvažnije vesti iz regiona.

## Programi na jezicima nacionalnih manjina i program za osobe sa oštećenim sluhom
Cilj Televizije Bor jeste da se o svim aktuelnim dešavanjima u istočnoj Srbiji adekvatno informišu i pripadnici nacionalnih manjina u regionu. Svakodnevno se na programu emituju vesti na vlaškom (07:35; 19:25; 22:20) i rumunskom jeziku (08:35; 18:30; 22:30), a kao pregled nedelje emituju se vesti na vlaškom (nedeljom u 16:25) i romskom jeziku (subotom u 16:25). 
Osim programa za pripadnike nacionalnih manjina Televizija Bor emituje i vesti za osobe sa oštećenim sluhom (nedelja u 14:00).

## Autorske emisije
Osim informativnog programa Televizija Bor emituje i autorske emisije u okviru Zabavnog programa, Sportskog programa, Programa za mlade, Dokumentarnog programa... Neke od autorskih su Vikend na istoku, Sportska hronika, Gledišta, Školiranje, Mim magazin, Selo moje, Kult art, Ulična patrola, Objektivno i mnoge druge.

### Vikend na istoku
U emisiji Vikend na istoku, koja je na programu subotom u 14 časova, možete pogledati reportaže o ljudima i događajima, upoznati goste, poznate i nepoznate široj javnosti i zajedno sa ekipom TV Bor obići mnoga interesantna mesta u zemlji. Autorka i voditeljka emisije je Žaklina Ranđelović.

### Sportska hronika
Sportska hronika je emisija o sportu, rezultatima, analizama i komentarima sportskih događaja. Na programu je ponedeljkom u 20:30. Urednik sportskog programa je Bojan Obradović.

### Objektivno
Objektivno je emisija Televizije Bor u kojoj se istražuje ko je kriv za nagomilana dugovanja u javnom sektoru u Boru. Autor je Dejan Đorđević.

### Školiranje
Školiranje je emisija namenjena deci, osnovcima i srednjoškolcima. Važnost daje znanju, podstiče maštu i kreativnost i obrazovnog i zabavnog je karaktera. Autorka emisije je Marija Ćosić.

## Spoljašnje veze
- Radio televizija Bor